# Schlacht von San Jacinto
Gonzales – Goliad – Lipantitlán – Concepción – Grass Fight – Béxar – San Patricio – Agua Dulce – Alamo – Sisal – Refugio – Coleto – Massaker von Goliad – Matamoros – San Jacinto – Brazos River – Galveston
Die Schlacht von San Jacinto wurde am 21. April 1836 im heutigen Harris County ausgetragen; sie war die entscheidende militärische Auseinandersetzung zwischen Texanern und Mexikanern während der texanischen Revolution. Die von General Sam Houston geführte texanische Armee siegte über die mexikanischen Truppen unter General Antonio López de Santa Anna während eines Gefechtes, das nur achtzehn Minuten dauerte. Hunderte von mexikanischen Soldaten wurden getötet oder gefangen genommen, während es nur wenige texanische Tote gab.
Santa Anna, der Präsident Mexikos war, wurde am darauffolgenden Tag gefangen genommen und als Kriegsgefangener inhaftiert. Kurze Zeit später unterzeichnete er die Friedensverträge, die der mexikanischen Armee vorschrieben, die Region zu verlassen, und die damit der Republik Texas den Weg zu einem unabhängigen Land bereiteten. Die Verträge erkannten Texas nicht ausdrücklich als souveränen Staat an, aber gingen davon aus, dass Santa Anna auf eine solche Anerkennung bei der Rückkehr nach Mexiko-Stadt drängen würde. Sam Houston wurde eine nationale Berühmtheit, und die Schlachtrufe der Texaner „Remember Goliad!“ und „Remember the Alamo!“ wurden Bestandteil der Legenden um die amerikanische Geschichte.

## Hintergrund
Während der Anfangsjahre des Mexikanischen Unabhängigkeitskriegs siedelten zahlreiche Anglo-Amerikaner in Tejas, das damals ein Teil des mexikanischen Bundesstaates Coahuila y Tejas war. 1835 rebellierten sie gegen die mexikanische Regierung unter General Santa Anna, nachdem dieser die Mexikanische Verfassung von 1824 außer Kraft gesetzt und eine diktatorische Herrschaft in Mexiko errichtet hatte. Während sie einige kleinere Außenposten einnahmen und mexikanische Garnisonen in dem Gebiet bekämpften, bildeten die Texaner eine vorläufige Regierung und entwarfen eine texanische Unabhängigkeitserklärung.
Hunderte Freiwillige aus den USA strömten in die junge Republik Texas, um die Kolonisten zu unterstützen. Zwei volle Regimenter wurden aus diesen Freiwilligen aufgestellt, um die reguläre texanische Armee zu verstärken. Andere Freiwillige, sowohl Tejanos als auch Texianer (Anglo-Texaner), stellten ebenfalls Kampfgruppen auf, um verschiedene Orte zu verteidigen. Bei San Jacinto waren dies etwa die „Kentucky Rifles“, eine uniformierte Kompanie, die in Cincinnati und im Norden Kentuckys durch Sidney Sherman aufgestellt worden war. Diese waren die einzigen Truppen in der texanischen Armee, die formelle Uniformen trugen. Die „New Orleans Greys“ waren eine andere Kompanie, die von einem regulären texanischen Offizier kommandiert wurde, aber in den USA aufgestellt worden war; sie kämpfte in der Schlacht von Alamo und wurde dort aufgerieben.
Im Jahre 1836 führte Santa Anna persönlich eine Streitmacht von mehreren tausend mexikanischen Soldaten nach Texas, um den Aufstand niederzuwerfen. Zunächst marschierte er in San Antonio de Béjar ein und besiegte eine texanische Streitmacht in der Schlacht von Alamo, bevor der rechte Flügel seiner Offensive unter General José de Urrea eine zweite texanische Einheit in der Nähe von Goliad vernichtend schlug. Santa Anna betrachtete die gefangenen Männer als Freischärler, und die meisten von ihnen, 350 Texaner, wurden hingerichtet.
General Houston, der die Hauptstreitmacht der Texaner befehligte, zog sich langsam ostwärts zurück. Dem Präsidenten David G. Burnet, der kein Freund Houstons war, schien der General unwillig, sich trotz wiederholter Aufforderung seinen Verfolgern zu stellen und diese zu bekämpfen. Burnet befürchtete, dass die Mexikaner schnell und ohne auf Widerstand zu treffen anrücken würden, deshalb verließen er und die texanische Regierung die Hauptstadt Washington-on-the-Brazos und überquerten rasch die Prärie hin zum Golf von Mexiko, um die  Regierung in Galveston zu installieren. In unmittelbarer Folge flüchteten Tausende von verschreckten Kolonisten, sowohl Texians als auch Tejanos. Dies wurde unter der Bezeichnung „Runaway Scrape“ bekannt.
Houston marschierte zuerst in Richtung auf den Sabine River, der die Grenze zu den Vereinigten Staaten bildete. Dort hatte sich eine Bundesarmee unter General Pendleton Gaines gesammelt, um Louisiana zu schützen, falls Santa Anna versuchen sollte, in die USA einzudringen, nachdem er mit den rebellierenden Texanern fertiggeworden war. Bald wendete sich Houston jedoch in südöstlicher Richtung nach Harrisburg.
Santa Anna verfolgte Houston und bereitete eine Falle vor, indem er drei Kolonnen der mexikanischen Truppen auf Houstons Streitkraft hin bündelte, um sie so zu zerschlagen. Er verlegte jedoch eine Kolonne, um die texanische Regierung gefangen zu nehmen, und eine weitere, um die eigenen Versorgungslinien zu sichern. In der Zwischenzeit führte er persönlich die verbleibende Kolonne gegen Houston. Santa Anna holte diesen am 19. April in der Nähe von Lynch's Ferry ein und stellte sich beim Zusammenfluss von San Jacinto River und Buffalo Bayou auf. Houston selbst platzierte sein Lager auf der anderen Seite einer Grasfläche, nicht ganz einen Kilometer entfernt.

## Vor der Schlacht
Santa Anna glaubte, Houston in die Enge gedrängt zu haben, und entschied sich am 20. April, seinen Truppen eine Rast zu gönnen und erst am 22. April anzugreifen. Schließlich trafen noch 500 Mann Verstärkung unter General Martín Perfecto de Cos ein; die Truppen Santa Annas erreichten damit eine Stärke von ungefähr 1400 Mann. Santa Anna postierte Cos an seiner rechten Flanke in der Nähe des Flussufers, und seine einzige verbliebene Kanone, einen Zwölfpfunder, im Zentrum. Er ließ einen etwa 1,5 m hohen Barrikadenwall aus Packstücken zum Schutz seiner Infanterie errichten. Er platzierte die Kavallerie zu seiner Linken und zog sich dann zurück, um am nächsten Tag den Angriff zu planen.
Am Morgen des 21. April hielt Houston Kriegsrat. Die Mehrzahl seiner Offiziere gab dem Warten auf Santa Annas eventuellen Angriff den Vorzug. Houston befürwortete hingegen einen eigenen Überraschungsangriff an diesem Nachmittag, weil er befürchtete, dass Santa Anna seine verstreute Armee sammeln könnte, falls er mehr Zeit hätte. Er entschloss sich, mit seinen ungefähr 800 Männern Santa Annas Truppen zu attackieren. Der Hauptangriff würde über offenes Gelände erfolgen, wo die texanische Infanterie dem mexikanischen Feuer ausgesetzt war. Houston wählte außerdem einen noch riskanteren Schritt, der seine Truppen noch weiter ausdünnte. Er wollte die Mexikaner mit seiner Kavallerie von der Seite her angreifen. Allerdings machte Santa Anna auch einen verhängnisvollen Fehler – er versäumte es, während der Siesta seiner Armee Wachposten oder Kundschafter um sein Lager herum zu postieren.
Houston gewann durch den texanischen Kriegsminister Thomas Jefferson Rusk die Zustimmung für seinen waghalsigen Plan, der auf Verlangen von Präsident Burnet zu einem Truppenbesuch vor Ort war, um sich mit Houston zu beratschlagen. Um 15:30 Uhr formierte Houston seine Männer in Kampflinien für den bevorstehenden Angriff. Diese waren durch Bäume und einen niedrigen Landrücken, der über die offene Prairie zwischen den beiden gegnerischen Armeen verlief, vor dem Blick der Mexikaner geschützt.

## Schlacht

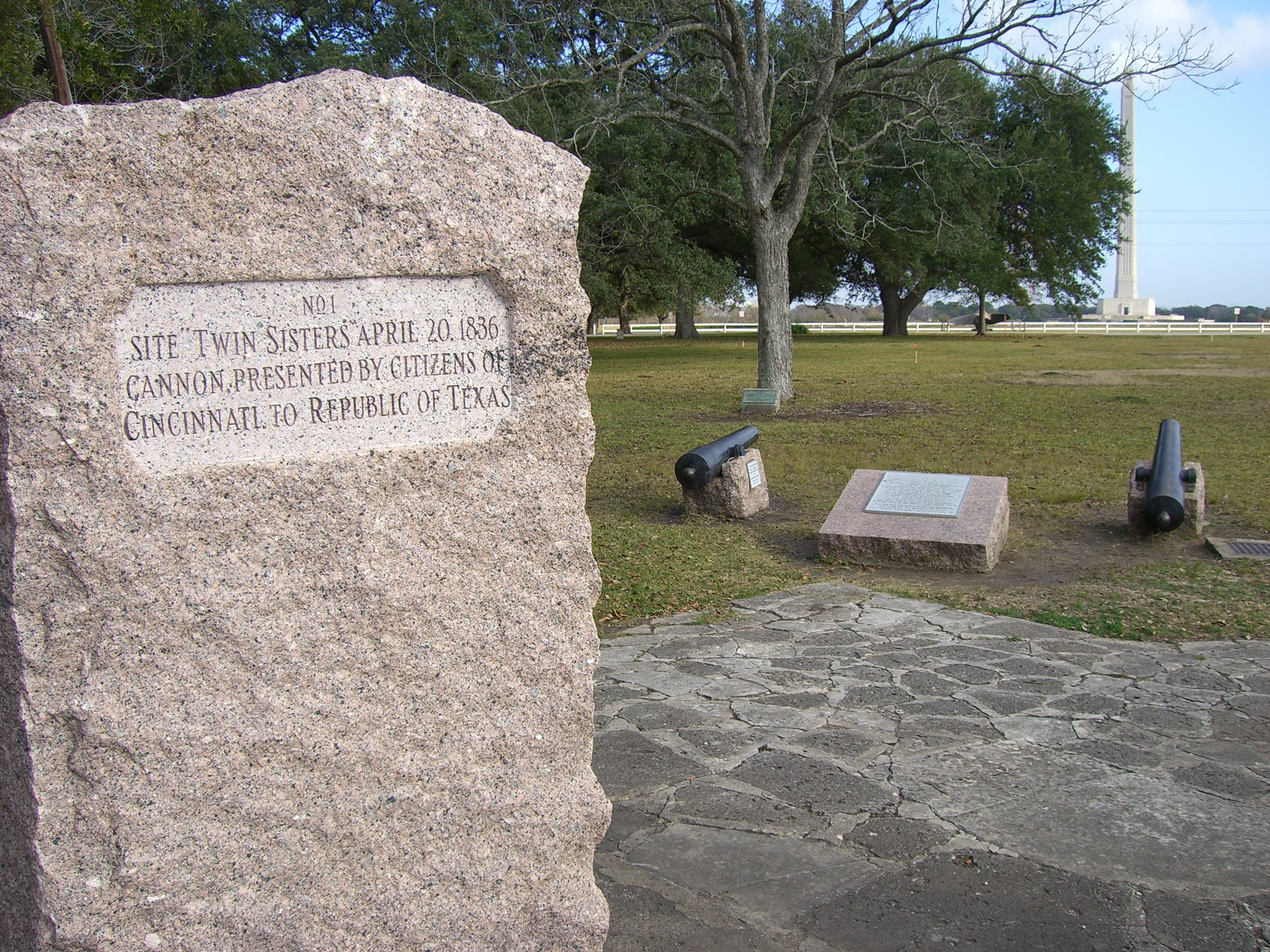
„Twin Sisters“ mit dem San Jacinto Monument im Hintergrund

Eine Stunde später, um 16:30, nachdem der Scout Deaf Smith den Brand der Vince’s Bridge gemeldet hatte, durch den der primäre Rückzugsweg für die beiden Armeen abgeschnitten war, schritt die Hauptkampflinie der Texaner vorwärts. General Houston führte die Infanterie persönlich an; er stellte das 2. Freiwilligenregiment von Colonel Sidney Sherman an seine äußerste Linke und Colonel Edward Burlesons 1. Freiwilligenregiment als Nächstes in die Reihen. In der Mitte wurden zwei kleine Artilleriegeschütze unter dem Kommando von Major George W. Hockley vorwärts gerollt. Diese waren durch die Bürger von Cincinnati in Ohio gestiftet worden und als „Twin Sisters“, die „Zwillingsschwestern“, bekannt. Sie wurden dabei von vier Infanteriekompanien unter Führung von Captain Henry Wax Karnes unterstützt. Colonel Henry Millards Regiment von regulären texanischen Soldaten bildete den rechten Flügel. Ganz am äußersten rechten Rand bereiteten sich 61 texanische Kavalleristen unter dem kurz zuvor beförderten Colonel Mirabeau B. Lamar darauf vor, in einem Bogen in die linke Flanke der Mexikaner zu gelangen. Lamar war am Vortag noch einfacher Soldat gewesen, aber nach einem kurzen Gefecht mit den Mexikanern am 20. April aufgrund seines Mutes und seiner Findigkeit direkt zum Colonel befördert worden.
Die texanische Armee überquerte die mit hohem Gras bewachsene Fläche schnell und geräuschlos. Als die Texaner nur noch ein paar Dutzend Meter vom mexikanischen Lager entfernt waren, ließen sie ihre Schlachtrufe ertönen – „Remember the Alamo!“ und „Remember Goliad!“ (zu deutsch etwa: Erinnert euch an Alamo! und Erinnert euch an Goliad!) –, stürmten auf die Mexikaner zu, stoppten erst wenige Meter vor den feindlichen Reihen und eröffneten das Feuer. Bei den mexikanischen Truppen entstand Verwirrung. Santa Annas Armee bestand in erster Linie aus professionellen Soldaten. Diese waren trainiert, in Reihen zu kämpfen und mit ihrem Gegner Salven auszutauschen. Die mexikanischen Soldaten wurden auf dem falschen Fuß erwischt und waren zum Zeitpunkt der plötzlichen Attacke unvorbereitet. General Manuel Fernández Castrillón versuchte verzweifelt, Widerstand zu leisten, wurde aber bald niedergeschossen und getötet. Seine Männer flohen in Panik, und Santa Annas Verteidigungslinie brach schnell zusammen.
Hunderte demoralisierte und verwirrte mexikanische Soldaten flohen, viele davon gerieten in den Morast am Flussufer und blieben stecken. Nur wenige Mexikaner hielten stand und versuchten, die Texaner zurückzudrängen. In ihrer Ausbildung waren sie jedoch nur unzureichend auf den Kampf gegen die gut bewaffneten Texaner und den Nahkampf Mann gegen Mann vorbereitet worden. General Juan Almonte kommandierte den Rest des organisierten mexikanischen Widerstands, kapitulierte aber nach kurzer Zeit mit seinen 400 verbliebenen Soldaten. Der Rest von Santa Annas einst stolzer Armee war in Chaos zerfallen. Nach einem Gefecht von nur 18 Minuten Dauer hatte die texanische Armee gesiegt und 630 mexikanische Soldaten getötet, 208 verwundet und 730 gefangen genommen.
Während des kurzen, aber heftigen Kampfes wurde Houston am linken Fußgelenk verwundet. Santa Anna gelang zunächst die Flucht.

## Folgen
Weil Santa Anna weder unter den Toten noch unter den Gefangenen entdeckt werden konnte, wurde am nächsten Morgen ein Suchtrupp ausgeschickt, der aus James A. Sylvester, Washington H. Secrest, Sion R. Bostick und einem Mr. Cole bestand. Als Santa Anna entdeckt wurde, hatte er seine Uniform abgelegt, und als er sich ergab, wurde er für einen gewöhnlichen Soldaten gehalten. Erst als er in eine Gruppe anderer gefangener Soldaten verlegt wurde, salutierten ihm diese enthusiastisch mit „El Presidente“ und enthüllten damit den Texanern seine wahre Identität. Houston verschonte sein Leben, weil er ein Ende der allgemeinen Feindseligkeiten und den Abzug von Santa Annas verbliebenen Kolonnen aus Texas verhandeln wollte. Vicente Filisola führte den Rückzug der mexikanischen Truppen.
Am 14. Mai unterzeichnete Santa Anna die Verträge von Velasco, in denen er sich verpflichtete, seine Truppen von texanischem Boden abzuziehen und sich, im Gegenzug zu einem sicheren Geleit zurück nach Mexiko, dort für die Anerkennung der neuen Republik Texas einzusetzen. Der freie Abzug wurde jedoch nicht realisiert und Santa Anna für sechs Monate als Kriegsgefangener inhaftiert. Während dieser Zeit wurde er von seiner Regierung zu Hause abgesetzt und alle Abkommen, die er unterzeichnen würde, für ungültig erklärt. Schließlich brachte man ihn nach Washington, D.C., wo er Präsident Andrew Jackson traf, bevor er schließlich Anfang 1837 in Schmach und Schande nach Mexiko zurückkehren durfte. Bis dahin war die texanische Unabhängigkeit jedoch bereits eine „gemachte Sache“, obwohl Mexiko diese erst mit dem Vertrag von Guadalupe Hidalgo offiziell anerkannte, mit dem der Mexikanisch-Amerikanische Krieg 1848 endete.

## Gedenken

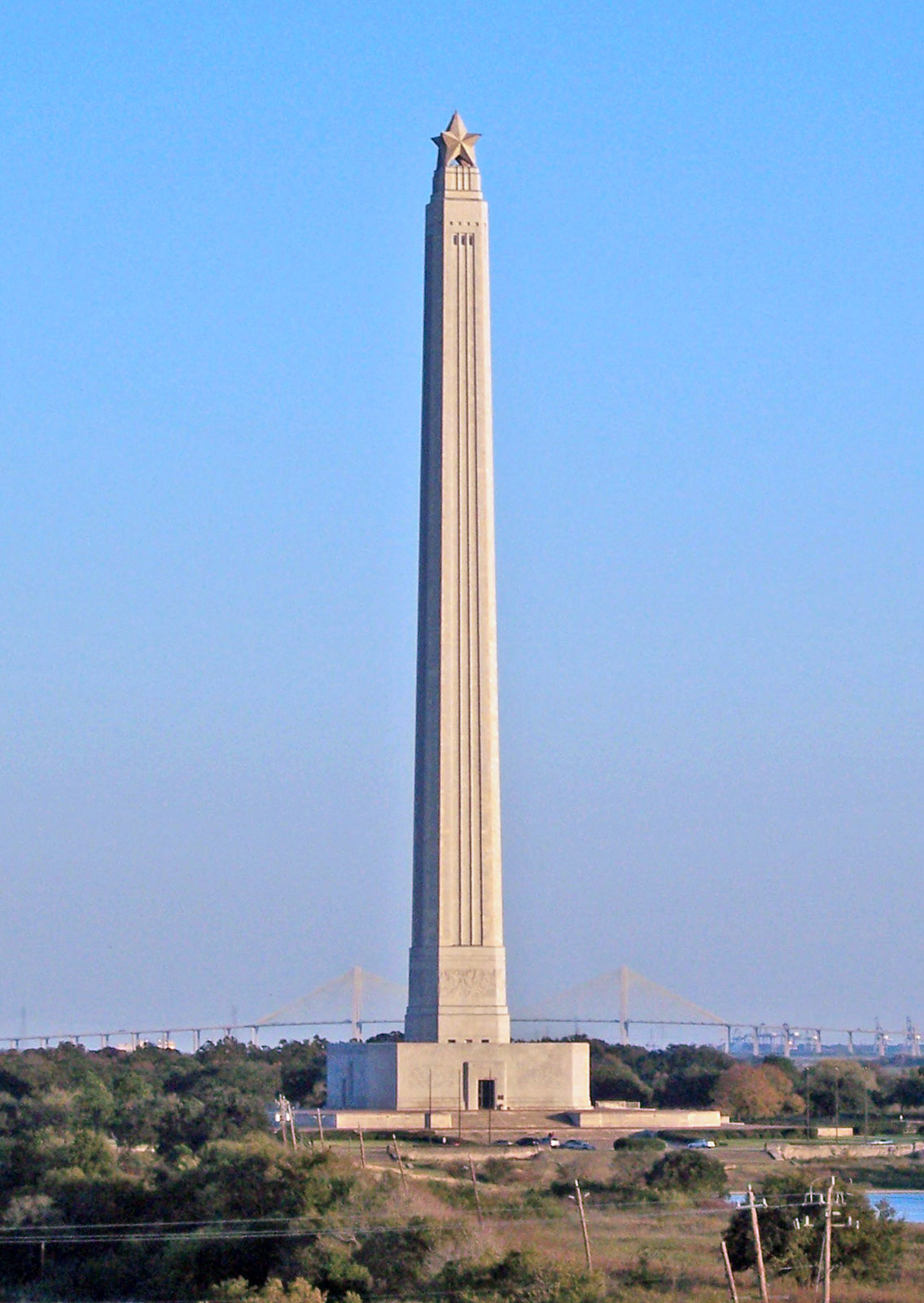
San Jacinto Monument

An der Stelle der Schlacht befindet sich heute ein Park mit dem San Jacinto Monument, der mit 174 Metern Höhe höchsten Gedenksäule weltweit. Der Park befindet sich in der Nähe von Deer Park, etwa 40 km östlich von Houston. Das Denkmal trägt eine lange Inschrift, die die historischen Ereignisse schildert. Sie endet mit den Worten:

“Measured by its results, San Jacinto was one of the decisive battles of the world. The freedom of Texas (not part of the United States at the time) from Mexico won here led to annexation and to the Mexican-American War, resulting in the acquisition by the United States of the states of Texas, New Mexico, Arizona, Nevada, California, Utah and parts of Colorado, Wyoming, Kansas and Oklahoma. Almost one-third of the present area of the American Nation, nearly a million square miles of territory, changed sovereignty.”

„Gemessen an den Ergebnissen war San Jacinto eine der entscheidenden Schlachten der Weltgeschichte. Die Freiheit Texas’ (zu der Zeit kein Teil der Vereinigten Staaten) von Mexiko, die hier gewonnen wurde, führte zur Annektierung und zum Mexikanisch-Amerikanischen Krieg, dessen Ergebnis die Aufnahme der Staaten Texas, New Mexico, Arizona, Nevada, Kalifornien und Utah und von Teilen von Colorado, Wyoming, Kansas und Oklahoma in die Vereinigten Staaten von Amerika war. Fast ein Drittel des heutigen Gebiets der amerikanischen Nation, fast eine Million Quadratmeilen Territorium, wechselten die Staatshoheit.“

Jedes Jahr im April wird der San Jacinto Veterans Day abgehalten und die Schlacht an der historischen Stelle nachgestellt.
Alfonso Steele (9. April 1817 – 8. Juli 1911), dem im texanischen Limestone County ein Park gewidmet ist, galt als der letzte texanische Überlebende der Schlacht.
Im zwanzigsten Jahrhundert errichtete der Staat Texas zahlreiche Denkmäler und Hinweistafeln, um den Zugweg von Houstons Armee und deren Lagerstätten auf dem Weg nach San Jacinto zu markieren.
Im Laufe der Zeit wurden bisher drei Schiffe der United States Navy nach der Schlacht als San Jacinto bezeichnet; aktuell wird mit der San Jacinto ein Lenkwaffenkreuzer der Ticonderoga-Klasse unter diesem Namen geführt.